# Indywidualne Mistrzostwa Polski w Zapasach 1949
19. Mistrzostwa Polski w Zapasach rozegrano wyłącznie w stylu klasycznym w Katowicach w 1949.

## Medaliści
| Kategoria:  | Złoto:                                   | Srebro:                                     | Brąz: |
| 52 kg       | Zdzisław Schneider Unia Swarzędz         | Balwicki Wima Łódź                          |       |
| 57 kg       | Rudolf Toboła Siła Mysłowice             | Karol Marcok Huta Pokój Nowy Bytom          |       |
| 62 kg       | Paweł Jasiński Siła Mysłowice            | Franciszek Kauch Warta Poznań               |       |
| 67 kg       | Zygmunt Kuligowski Huta Pokój Nowy Bytom | Oskar Kusz Huta Pokój Nowy Bytom            |       |
| 73 kg       | Antoni Gołaś Siła Mysłowice              | Maliszewski Warszawa                        |       |
| 79 kg       | Franciszek Pielorz Pogoń Imielin         | Witalis Książkiewicz Elektryczność Warszawa |       |
| 87 kg       | Władysław Bajorek Włókniarz Kraków       | Nowaczyk Poznań                             |       |
| ponad 87 kg | Teodor Krysmalski Pafawag Wrocław        | Czesław Idzikowski Czarni Nakło             |       |